# Lista de deputados estaduais do Pará da 6.ª legislatura
Essa é uma lista de deputados estaduais do Pará eleitos para o período 1967-1971. 41 deputados.

## Composição das bancadas
| Partido | Líder              | Bancada | Posição  |
| ------- | ------------------ | ------- | -------- |
| ARENA   | Dário Veloso       | 33 / 41 | Governo  |
| MDB     | Fernando de Barros | 8 / 41  | Oposição |

## Deputados estaduais
| Número | Deputados estaduais eleitos          | Partido | Votação | Percentual | Cidade onde nasceu      | Unidade federativa |
| 11555  | Abbas dos Santos Arruda              | ARENA   | 2.408   | 0,98%      | São Caetano de Odivelas | Pará               |
| 11532  | Abel Nunes de Figueiredo             | ARENA   | 13.552  | 5,53%      | Soure                   | Pará               |
| 11879  | Alfredo Ferreira Coelho              | ARENA   | 3.015   | 1,23%      | Augusto Corrêa          | Pará               |
| 11405  | Alfredo Jacob Gantuss                | ARENA   | 5.844   | 2,38%      | São Miguel do Guamá     | Pará               |
| 15861  | Álvaro de Oliveira Freitas           | MDB     | 2.954   | 1,20%      | Uruará                  | Pará               |
| 11581  | Américo Carneiro Brasil              | ARENA   | 6.594   | 2,69%      | Belém                   | Pará               |
| 11362  | Amynthor Cavalcante                  | ARENA   | 2.493   | 1,01%      | Baião                   | Pará               |
| 11480  | Antonino da Rocha Leonardo           | ARENA   | 5.340   | 2,17%      | Paragominas             | Pará               |
| 11611  | Antônio Alves Teixeira               | ARENA   | 3.071   | 1,25%      | Castanhal               | Pará               |
| 11394  | Antônio Eulálio Mergulhão            | ARENA   | 2.565   | 1,04%      | Pacajá                  | Pará               |
| 11929  | Antônio Guerreiro Guimarães          | ARENA   | 3.965   | 1,61%      | Conceição do Araguaia   | Pará               |
| 11369  | Antônio Nonato do Amaral             | ARENA   | 2.891   | 1,18%      | Belém                   | Pará               |
| 11787  | Arnaldo Corrêa Prado                 | ARENA   | 3.100   | 1,26%      | Belém                   | Pará               |
| 15447  | Arnaldo Moraes                       | MDB     | 3.200   | 1,30%      | Alenquer                | Pará               |
| 11466  | Carim Melem                          | ARENA   | 2.469   | 1,00%      | Monte Alegre            | Pará               |
| 11852  | Dário Veloso de Oliveira Dias        | ARENA   | 2.503   | 1,02%      | Viseu                   | Pará               |
| 11957  | Eládio Corrêa Lobato                 | ARENA   | 4.545   | 1,85%      | Igarapé-Miri            | Pará               |
| 15199  | Fernando Guilherme Menezes de Barros | MDB     | 3.050   | 1,24%      | Óbidos                  | Pará               |
| 11185  | Flávio Cezar Franco                  | ARENA   | 4.681   | 1,91%      | Belém                   | Pará               |
| 11851  | Francisco de Freitas Filho           | ARENA   | 3.215   | 1,31%      | Rondon do Pará          | Pará               |
| 11503  | Francisco Fernando Dacier Lobato     | ARENA   | 2.826   | 1,15%      | Óbidos                  | Pará               |
| 11111  | Gerson Peres                         | ARENA   | 9.189   | 3,75%      | Cametá                  | Pará               |
| 11383  | Gonçalo Vieira Duarte                | ARENA   | 4.718   | 1,92%      | Itupiranga              | Pará               |
| 15834  | Hybernon Fontes da Silva             | MDB     | 3.256   | 1,32%      | Vigia                   | Pará               |
| 11688  | João Augusto Figueiredo de Oliveira  | ARENA   | 2.920   | 1,19%      | Oriximiná               | Pará               |
| 11867  | João Luiz dos Reis                   | ARENA   | 2.862   | 1,16%      | Moju                    | Pará               |
| 11382  | Jorge Arbage                         | ARENA   | 3.619   | 1,47%      | Belém                   | Pará               |
| 15270  | Júlio Costa de Viveiros              | MDB     | 3.713   | 1,51%      | São Luís                | Maranhão           |
| 11599  | Júlio Walfredo de Aguiar             | ARENA   | 2.927   | 1,19%      | Capitão Poço            | Pará               |
| 15870  | Laércio Wilson Barbalho              | MDB     | 2.723   | 1,11%      | Belém                   | Pará               |
| 11980  | Lourenço Alves de Lemos              | ARENA   | 4.102   | 1,67%      | Itaituba                | Pará               |
| 11481  | Mário dos Santos Cardoso             | ARENA   | 4.111   | 1,67%      | Acará                   | Pará               |
| 11910  | Mario Queiroz do Rosário             | ARENA   | 4.060   | 1,65%      | Bragança                | Pará               |
| 11207  | Ney Rodrigues Peixoto                | ARENA   | 3.671   | 1,49%      | Campos dos Goytacazes   | Rio de Janeiro     |
| 11197  | Nicolino de Castro Campos            | ARENA   | 3.525   | 1,43%      | Belém                   | Pará               |
| 11971  | Osvaldo Brabo de Carvalho            | ARENA   | 4.760   | 1,94%      | Muaná                   | Pará               |
| 11895  | Raimundo Carvalho Siqueira           | ARENA   | 2.453   | 1,00%      | Capitão Poço            | Pará               |
| 15105  | Santino Sirotheau Corrêa             | MDB     | 3.728   | 1,52%      | Santarém                | Pará               |
| 11521  | Simpliciano Fernandes de Medeiros Jr | ARENA   | 3.589   | 1,46%      | Igarapé-Miri            | Pará               |
| 15342  | Vicente de Paula Queiroz             | MDB     | 2.392   | 0,97%      | Mocajuba                | Pará               |
| 11767  | Victor Hilário da Paz                | ARENA   | 4.841   | 1,97%      | Santarém                | Pará               |